# Trance & Acid
Trance & Acid är ett musikalbum från 2002 av den tyska tranceartisten Kai Tracid.

## Låtlista
1. Tracid Theme
2. Tiefenrausch
3. Bad Shape
4. Destiny’s Path
5. Message Without Words
6. Too Many Times
7. Suicide
8. Life Is Too Short
9. Peyote Song
10. Trance & Acid
11. Voyager
12. Destiny’s Path (Warmduscher Remix)
13. The Worst Pain of All